# فرانك ألبانيز
فرانك ألبانيز (بالإنجليزية: Frank Albanese)‏ (16 مايو 1931 بلونغ آيلند في الولايات المتحدة - 5 أكتوبر 2015 بجزيرة ستاتن في الولايات المتحدة) هو ممثل تلفزيوني وممثل أفلام وملاكم أمريكي.

## روابط خارجية
- فرانك ألبانيز على موقع IMDb (الإنجليزية)
- فرانك ألبانيز على موقع أول موفي (الإنجليزية)
- فرانك ألبانيز على موقع قاعدة بيانات الفيلم (الإنجليزية)